# خاموش پانی
خاموش پانی (خاموش پانی) یک فیلم در سبک درام است که در سال ۲۰۰۳ منتشر شد. از بازیگران آن می‌توان به کیرون کهیر اشاره کرد. این فیلم دربارهٔ مادر بیوه و پسر جوانش است که در یک روستای پنجابی زندگی می‌کنند.